# Klefberg
Klefberg ist ein Ortsteil von Steinenbrück in der Stadt Overath im Rheinisch-Bergischen Kreis in Nordrhein-Westfalen, Deutschland.

## Lage und Beschreibung
Klefberg ist ein kleiner Wohnplatz direkt an der vielbefahrenen Landesstraße 136, die hier Bensberger Straße heißt. Orte in der Nähe sind Kleindresbach, Großdresbach, Kleinschwamborn und Frielinghausen.

## Geschichte
Klefberg entstand erst in der zweiten Hälfte des 19. Jahrhunderts. Ab der Preußischen Neuaufnahme von 1892 ist der Ort auf Messtischblättern regelmäßig als Klefberg oder Clefberg, bis Ende des 20. Jahrhunderts mit dem Zusatz Whs. (Wirtshaus), verzeichnet. 
Die Gemeinde- und Gutbezirksstatistik der Rheinprovinz führt Clefberg 1871 mit einem Wohnhaus und sechs Einwohnern auf. Im Gemeindelexikon für die Provinz Rheinland von 1888 werden für Klefberg ein Wohnhaus mit zwei Einwohnern angegeben. 1895 besitzt der Ort ein Wohnhaus mit acht Einwohnern. 1905 werden ebenfalls ein Wohnhaus und acht Einwohner angegeben.
Im Hausnummerierungskataster von 1907 ist als Besitzerin des Hauses Nr. 1 und Bewohnerin dortselbst die Witwe eines Gerhard Merlevede angegeben.